# Арктический фронт
Арктический фронт — атмосферный фронт, разделяющий северную умеренную воздушную массу (умеренную воздушную массу) и арктическую воздушную массу. Схематически арктический фронт может быть представлен в виде поверхности раздела, наклоненной в сторону арктического воздуха. Обычно в атмосфере различается несколько арктических фронтов; чаще всего они формируются к северу от Европы и на севере Северной Америки, в широтах порядка 60—70°. На арктическом фронте наблюдается образование циклонов.